# Patariya
Patariya (nep. पतरिया) – gaun wikas samiti w zachodniej części Nepalu w strefie Lumbini w dystrykcie Kapilvastu. Według nepalskiego spisu powszechnego z 2001 roku liczył on 964 gospodarstw domowych i 6909 mieszkańców (3333 kobiet i 3576 mężczyzn).